# Julau
Huyện Julau là một huyện thuộc bang Sarawak của Malaysia. Huyện Julau có dân số thời điểm năm 2010 ước tính khoảng 15685 người.